# Xyletobius brunneri
Xyletobius brunneri är en skalbaggsart som beskrevs av Perkins 1910. Xyletobius brunneri ingår i släktet Xyletobius och familjen trägnagare. Inga underarter finns listade i Catalogue of Life.